# Rezinkovia echinata
Rezinkovia echinata är en svampdjursart som beskrevs av Efremova 200. Rezinkovia echinata ingår i släktet Rezinkovia och familjen Lubomirskiidae. Inga underarter finns listade i Catalogue of Life.